# Manoel Francisco Peixoto
Manoel Francisco Peixoto (Rio de Janeiro, 22 de dezembro de 1805 – Rio de Janeiro, 1 de janeiro de 1851) foi um farmacêutico brasileiro.
Graduado em farmácia pela Escola de Medicina em 1837. Foi eleito membro da Academia Nacional de Medicina em 1835, com o número acadêmico 49, na presidência de Joaquim Cândido Soares de Meireles.